# Трельйо
Трельйо (італ. Treglio) — муніципалітет в Італії, у регіоні Абруццо,  провінція К'єті.
Трельйо розташоване на відстані близько 165 км на схід від Рима, 85 км на схід від Л'Аквіли, 23 км на південний схід від К'єті.
Населення — 1614 осіб (2014).
Щорічний фестиваль відбувається 23 квітня, 15 серпня - 16 серпня. Покровителька — Богородиця Небовзята.

## Демографія
Населення за роками:

Станом на 1 січня 2023 року в муніципалітеті офіційно проживали 92 іноземці з 19 країн, серед них 38 громадян країн Євросоюзу та 2 громадяни України.

## Сусідні муніципалітети
- Ланчано
- Рокка-Сан-Джованні
- Сан-Віто-К'єтіно